# Cadia pedicellata
Cadia pedicellata är en ärtväxtart som beskrevs av John Gilbert Baker. Cadia pedicellata ingår i släktet Cadia och familjen ärtväxter. Inga underarter finns listade i Catalogue of Life.